# Hemicentrotus pulcherrimus
Genre
Espèce
Synonymes
- Discaster bernardi Michelin, M.S.
- Holopneustes complanatus Herklots, M.S.
- Psammechinus pulcherrimus A. Agassiz, 1863
- Sphærechinus pulcherrimus (A. Agassiz, 1863)
- Strongylocentrotus pulcherrimus (A. Agassiz, 1863)

Hemicentrotus pulcherrimus est une espèce d'oursins asiatiques de la famille des Strongylocentrotidae, unique espèce vivante du genre Hemicentrotus.

## Description
Ce sont des oursins dits « réguliers » : le test (coquille) est plus ou moins sphérique, protégé par des radioles (piquants), l'ensemble suivant une symétrie pentaradiaire (centrale d'ordre 5) reliant la bouche (péristome) située au centre de la face orale (inférieure) à l'anus (périprocte) situé à l'apex aboral (pôle supérieur).
Cet oursin a des radioles courtes et fines, mais très nombreuses ; sa couleur est variée, mais il est généralement verdâtre, parfois crème ou rosâtre, souvent chamarré ; vu du dessus il présente souvent des « tranches » alternant différentes couleurs (typiquement rose et vert, avec des piquants blancs). Cet oursin est un « oursin collecteur » : il utilise ses podia pour se camoufler en se couvrant de toutes sortes d'objets (pierres, débris, algues...).

### Caractéristiques squelettiques
Le test est légèrement aplati dorsalement, avec des plaques épaisses.

Le disque apical est hémicyclique. Les ambulacres sont polygéminés, avec des paires de pores disposées en arcs par quatre, formant des séries verticales. Chaque plaque ambulacraire porte un tubercule primaire. 

La zone ambulacraire porée est uniforme, et ne s'étend pas en phyllodes mais au contraire s'affine vers le péristome.

Les plaques interambulacraires portent un tubercule primaire et deux ou trois tubercules secondaires à peine plus petits, formant des séries horizontales. Il n'y a pas de zone interradiale nue aboralement.

Les radioles sont courtes, mesurant moins d'un quart du diamètre du test. Les pédicellaires sont globifères, avec un cou musculeux et pas de dent latérale. Les encoches buccales sont petites et presque indistinctes.

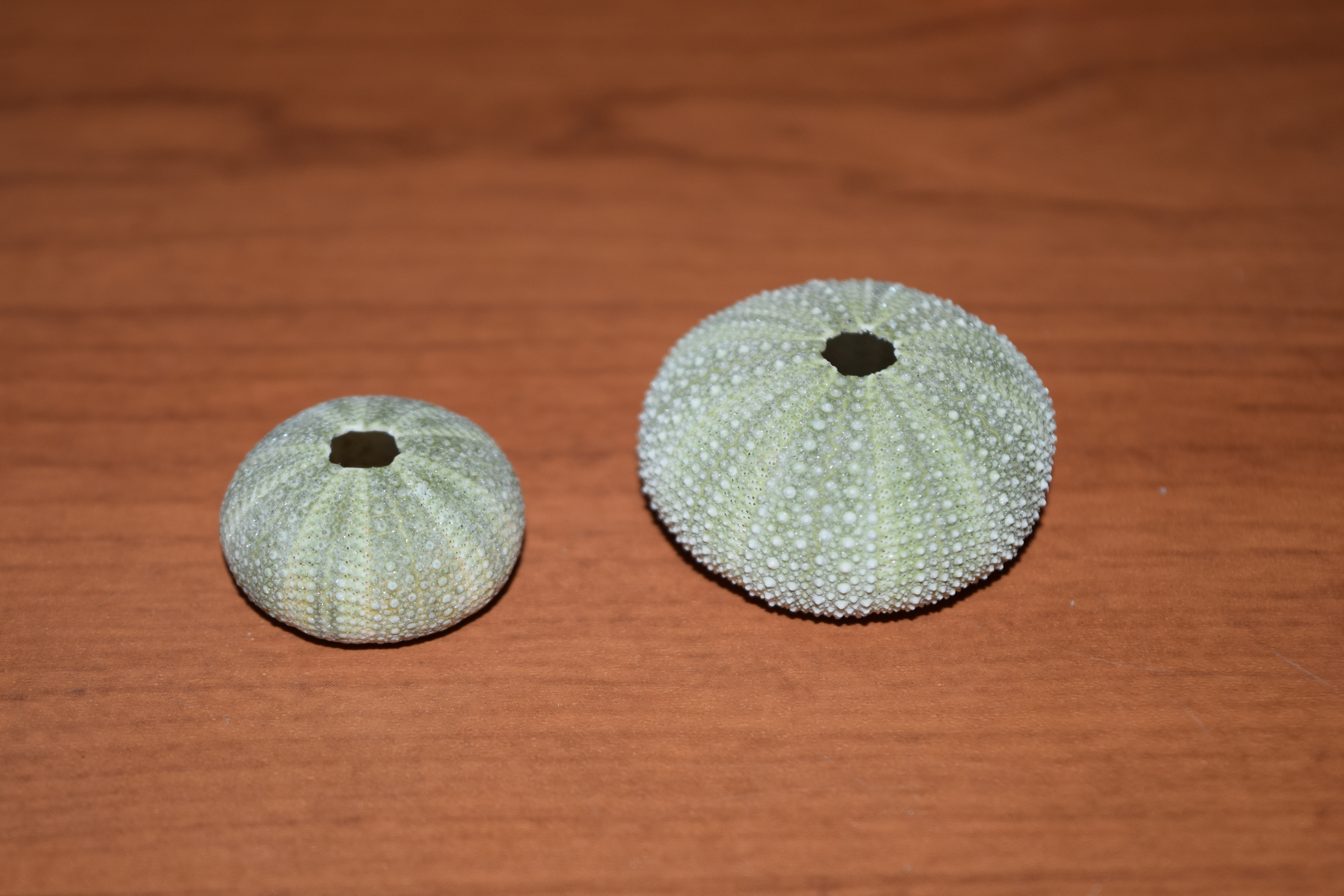
Test.

## Habitat et répartition
On trouve ces oursins sur les côtes de l'Asie tempérée, principalement au Japon, en Corée, en Chine et en Russie. Il apprécie les fonds rocheux à faible profondeur, entre la surface et 45 m de profondeur.

## Hemicentrotus pulcherrimuset l'Homme
Cet oursin est comestible, et apprécié en Asie et notamment au Japon, où il est appelé Bafun-uni.
Il est aussi utilisé en recherche scientifique, notamment en biologie et en médecine.

## Taxinomie
La taxinomie des Strongylocentrotidae n'est pas encore très bien établie. Des études génétiques récentes suggèrent que les espèces Allocentrotus fragilis, Hemicentrotus pulcherrimus, Strongylocentrotus intermedius, Strongylocentrotus purpuratus, Strongylocentrotus pallidus et Strongylocentrotus droebachiensis feraient toutes partie d'un même clade monophylétique, redistribuant ainsi les cartes de ces espèces dans de nouveaux genres.